# Epidendrum calimanianum
Epidendrum calimanianum är en orkidéart som beskrevs av Vitorino Paiva Castro. Epidendrum calimanianum ingår i släktet Epidendrum och familjen orkidéer. Inga underarter finns listade i Catalogue of Life.